# Bodžnurd
Bodžnurd (perz. بجنورد; /bojnūrd/) je grad u Iranu i sjedište pokrajine Sjeverni Horasan. Smješten je na krajnjem sjeveroistoku zemlje, oko 700 km istočno od glavnog grada Teherana odnosno 50 km od granice s Turkmenistanom. Grad je osnovan u starom vijeku i ranije je bio poznat pod imenom Sarvan Mahale. Stanovništvo u gradu većinom čine Perzijanci, a među manjine spadaju Kurdi i Turkmeni. Bodžnurd je popularan po brojnim konjičkim centrima i vrelima. Prema popisu stanovništva iz 2006. godine u Bodžnurdu je živjelo 172.772 ljudi.

## Poveznice
- Zračna luka Bodžnurd

## Vanjske poveznice
- (perz.) Službene stranice grada Bodžnurda  Arhivirana inačica izvorne stranice od 2. lipnja 2012. (Wayback Machine)

Wikimedijski zajednički poslužitelj:
|  | Zajednički poslužitelj ima još gradiva o temi Bodžnurd |